# تماثيل فلينتس التذكارية

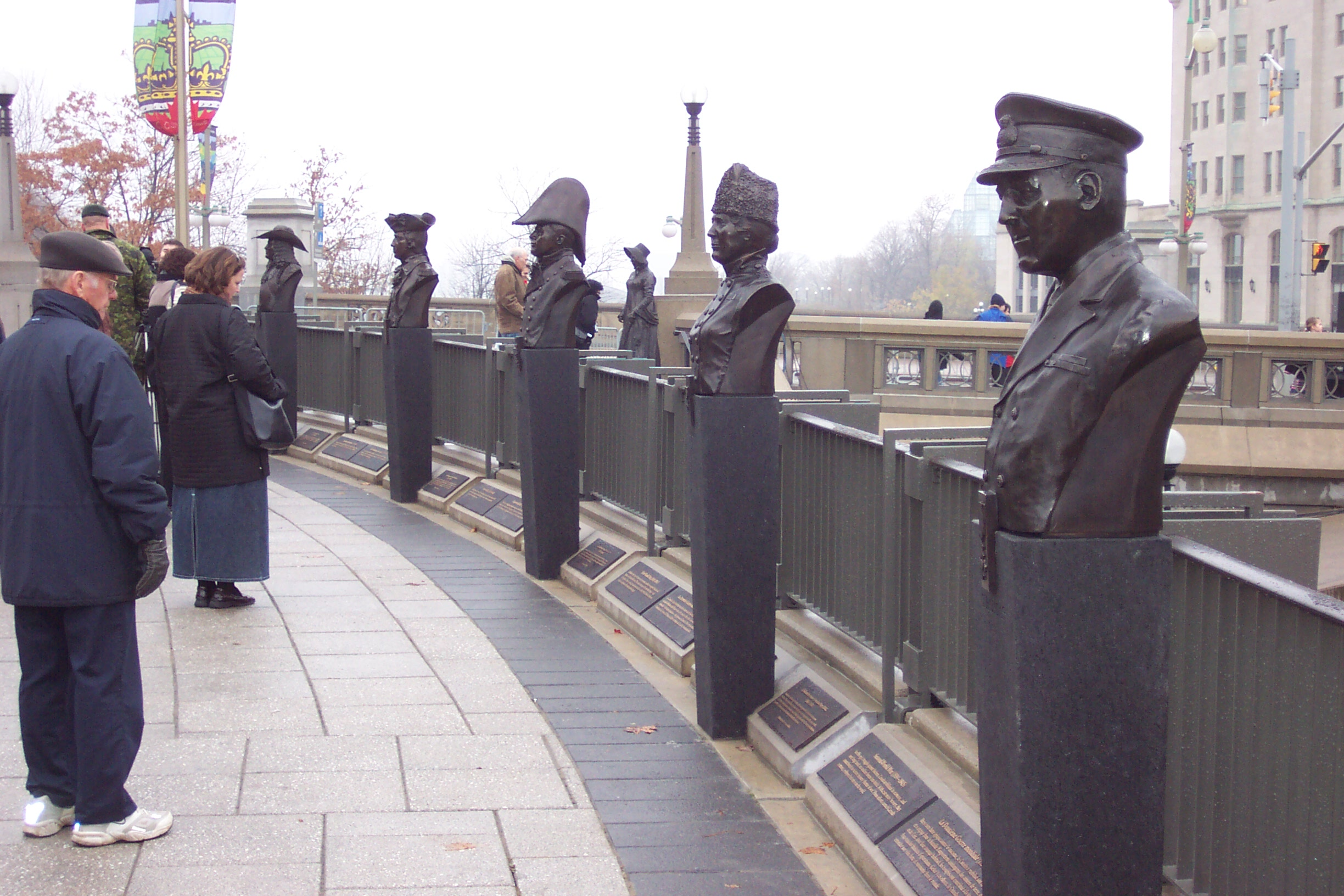
تماثيل فلينتس التذكارية

تماثيل فلينتس التذكارية (Valiants Memorial) هو نُصب عسكري موجود في العاصمة الكندية أوتاوا إحياءًا لذكري أربعة عشر من الشخصيات العامة في تاريخ العسكرية في كندا.
تم الافتتاح في 5 نوفمبر/تشرين الثاني عام 2006. يتكون هذا العمل الفني من تسعة تماثيل نصفية وخمسة تماثيل كاملة. قام كلًا من مارلين هيلتون مور وجون ماكوين بنحت كل هذه التماثيل بالأحجام الطبيعية.

## اقرأ أيضاً
- أوتاوا